# Pentagonaster elegans
Pentagonaster elegans är en sjöstjärneart som beskrevs av Blake in Blake och Zinsmeister 1988. Pentagonaster elegans ingår i släktet Pentagonaster och familjen ledsjöstjärnor. Inga underarter finns listade i Catalogue of Life.